# Last Christmas (piosenka)
Last Christmas – piosenka brytyjskiego duetu Wham! z 1984, którą napisał George Michael. 
Piosenka została wydana w 1984 na podwójnym singlu z utworem „Everything She Wants”, a w 1986 umieszczono ją na albumie Music from the Edge of Heaven. 
Corocznie w okresie świąt Bożego Narodzenia jest regularnie emitowany w rozgłośniach w różnych krajach świata. Na przestrzeni lat wielu innych wykonawców nagrało swoje wersje „Last Christmas”; swoją polskojęzyczną wersję piosenki nagrał zespół Pectus („Kolęda dwóch serc”).
W 2019 powstał film Last Christmas w reżyserii Paula Feiga.

## Historia
Michael napisał utwór w lutym 1984 w mieszkaniu swoich rodziców. Skomponowanie i nagranie pierwszej wersji piosenki na magnetofonie czterościeżkowym zajęło mu przeszło godzinę. Tekst piosenki opowiada o nieszczęśliwej miłości, a jego fabuła umiejscowiona jest w okresie bożonarodzeniowym.

## Teledysk
Teledysk do piosenki został nakręcony w Saas-Fee w Szwajcarii. W wideoklipie wystąpili George Michael i Andrew Ridgeley, Pepsi & Shirlie oraz przyjaciele (m.in. Martin Kemp, przyszły mąż Shirlie Holliman). Teledysk przedstawia podróż kolejką linową do domku w alpejskim kurorcie narciarskim. Na miejscu rozpoczynają się przygotowania do świąt bożonarodzeniowych, w tym samym czasie George flirtuje z dziewczyną Andrew.
13 grudnia 2019 roku w serwisie YouTube opublikowana została odświeżona wersja teledysku, w której jakość obrazu została cyfrowo podniesiona do rozdzielczości 4K. Do remasteringu wykorzystano oprogramowanie bazujące na sztucznej inteligencji.

## Lista ścieżek
| - 7" single: A 4949 (1984) A. „Last Christmas” – 4:24 B. „Everything She Wants” – 5:07 - 12" maxi: TA 4949 (1984) A. „Last Christmas” (Pudding Mix) – 6:47 B. „Everything She Wants” – 5:07 - 7" single: WHAM 1 (1985) A. „Last Christmas” – 4:24 B. „Blue (Armed With Love)” (Recorded Live in China) – 5:53 - 12" maxi: WHAM T1 (1985) A. „Last Christmas” (Pudding Mix) – 6:47 B1. „Blue (Armed With Love)” (Recorded Live in China) – 5:53 B2. „Everything She Wants” – 5:36 | - 7" single: 650269 7 (1986) A. „Last Christmas” – 4:24 B. „Where Did Your Heart Go?” – 5:45 - 12" maxi: 650269 6 (1986) A. „Last Christmas” (Pudding Mix) – 6:47 B. „Where Did Your Heart Go?” – 5:45 - CD single: 653185 3 (1988) 1. „Last Christmas” – 4:24 2. „Last Christmas” (Pudding Mix) – 6:47 3. „Everything She Wants” – 5:07 |

## Listy przebojów
| Lista przebojów (1984–2020)        | Najwyższa pozycja |
| ---------------------------------- | ----------------- |
| Australia (ARIA Charts)            | 3                 |
| Austria (Ö3 Austria Top 40)        | 2                 |
| Belgia (Ultratop)                  | 2                 |
| Dania                              | 1                 |
| Finlandia                          | 2                 |
| Holandia (MegaCharts)              | 2                 |
| Irlandia                           | 1                 |
| Niemcy                             | 1                 |
| Norwegia (VG-lista)                | 2                 |
| Nowa Zelandia                      | 2                 |
| Stany Zjednoczone (Hot 100)        | 9                 |
| Szwajcaria                         | 3                 |
| Szwecja (Sverigetopplistan)        | 1                 |
| Wielka Brytania (UK Singles Chart) | 2                 |

## Certyfikaty i sprzedaż
| Kraj            | Wyróżnienie         | Sprzedaż  |
| --------------- | ------------------- | --------- |
| Niemcy          | platynowa płyta     | 500 000   |
| Wielka Brytania | 2 × platynowa płyta | 1 900 000 |

## Wersja Cascady
W 2007 roku piosenkę w wersji niemieckiego zespołu Cascada wydano na singlu. W 2012 roku trio Cascada wydało ponownie ten cover, który pojawił się na ich świątecznym albumie It’s Christmas Time.

### Listy przebojów
| Lista przebojów (2007–2008)        | Pozycja |
| ---------------------------------- | ------- |
| Austria (Ö3 Austria Top 40)        | 63      |
| Niemcy                             | 82      |
| Wielka Brytania (UK Singles Chart) | 111     |

## Inne covery
- Cover „Last Christmas” w wykonaniu Whigfield ukazał się w 1995 roku. Singel dotarł do miejsca 6. w Danii, a także do top 40 w Wielkiej Brytanii, Finlandii, Holandii i Belgii[24].
- Darren Hayes nagrał piosenkę w duecie z Rosie O'Donnell w 1999 roku.
- Billie Piper wydał własną wersję w roku 1999.
- Zespół Jimmy Eat World wydał swój cover w 2001 roku.
- Ashley Tisdale wydała swoją wersję „Last Christmas” w 2006 roku.
- Cover „Last Christmas” w wykonaniu Crazy Frog ukazał się w 2006 roku.
- W 2007 roku Taylor Swift wydała cover „Last Christmas” na EP-ce Sounds of the Season: The Taylor Swift Holiday Collection.
- Hilary Duff nagrała „Last Christmas” na swój album Santa Claus Lane w 2002 roku.
- Zespół Alcazar wydał cover utworu na edycji specjalnej albumu Disco Defenders w 2009 roku.
- Cover piosenki w wykonaniu obsady serialu Glee ukazał się w 2009 roku, docierając do 63. miejsca na liście Hot 100 Billboardu[25].
- W 2011 roku Joe McElderry wydał cover piosenki na swojej płycie Classic Christmas.
- Ariana Grande nagrała piosenkę na swoją EP-kę Christmas Kisses z 2013 roku. Jej wersja dotarła do miejsca 96. w USA, 92. w Wielkiej Brytanii i 59. w Holandii.
- Carly Rae Jepsen w 2015 roku wydała własny cover, który dotarł do 80. miejsca w Szwecji i 100. w Holandii[26].
- Gwen Stefani wydała swój cover na płycie You Make It Feel Like Christmas w 2017 roku.
- Ally Brooke z zespołu Fifth Harmony wydała cover „Last Christmas” w 2018 roku.
- Meghan Trainor wydała cover „Last Chtistmas” na płycie A Very Trainor Christmas w 2020 roku.